# Марка страны Гонделупы (фильм)
«Марка страны Гонделупы» — советский художественный фильм режиссёра Юлия Файта. Снят по одноимённой повести Софьи Могилевской Первым творческим объединением на Центральной киностудии детских и юношеских фильмов имени М. Горького в 1977 году.

## Сюжет
Петя Николаев так увлёкся почтовыми марками, что чуть было не лишился своих лучших друзей — Паши и Кирилла. Пятиклассник Лёва очень ловко сыграл роль обладателя редкой и таинственной марки пиратской страны Гонделупы. Пете, проводившему теперь свободное время в компании Лёвы, не с кем было посоветоваться, и он отдал в обмен за фальшивку серию подаренных отцом шведских марок.
Когда мальчик понял, что его обманули, от стыда и обиды он даже заболел. Ребята, позабыв про размолвку, сделали всё, чтобы наказать обидчика и заставить его вернуть украденные марки. Мать Пети оставила эти марки Лёве — она была счастлива, что у её сына есть такие верные, надёжные и великодушные друзья.

## В ролях
- Павел Македонский — Петя Николаев
- Данила Перов — Паша Чернопятко
- Женя Лившиц — Кирилка Соколов
- Леонид Рисов — Лёва Михайлов
- Ия Саввина — мать Пети
- Юрий Коваль — отец Пети
- Валентин Букин — отец Паши
- Валентина Пугачёва — мать Паши
- Зинаида Нарышкина — работница почты
- Игорь Косухин — директор школы
- Чеслав Сушкевич — Викентий Викторович
- Светлана Харитонова — тётя Кирилки

## Съёмочная группа
- Автор сценария: Владимир Голованов
- Режиссёр-постановщик: Юлий Файт
- Оператор-постановщик: Борис Середин
- Композиторы: Моисей Вайнберг, Юрий Коваль
- Автор и исполнитель песен: Юрий Коваль
- Художник-постановщик: Дмитрий Богородский